# Wikenweegschaar
De Wikenweegschaar (Engels: Wizengamot) is een tovenaarsorgaan uit de Harry Potterboekenreeks van de Britse schrijfster J.K. Rowling. Het is de justitiële Hoge Raad van tovenaars. De Wikenweegschaar zetelt in het gebouw van het Ministerie van Toverkunst en de rechtszaken vinden plaats in de kerkers of op de laagste verdiepingen.

## Algemeen
De Wikenweegschaar wordt in de originele Engelse versie Wizengamot genoemd. Dit woord lijkt erg veel op het Oudengelse woord Witenagemot dat raad van wijze mannen betekende. De Witenagemot was in de Anglo-Saksische geschiedenis het adviesorgaan dat koningen benoemde. De Nederlandse vertaling is hier een variatie op: 'wikenweeg' komt van de term 'wikken en wegen' (voor- en nadelen afwegen), terwijl een 'schaar' een 'menigte' is; oftewel een menigte die alle bewijzen afweegt.
De Wikenweegschaar heeft zo'n vijftig leden, inclusief de Minister van Toverkunst, de Secretaris van de Minister van Toverkunst en het Hoofd van de Afdeling van Magische Wetshandhaving. De leden dragen lila gewaden met een geborduurde "W".
De meeste rechtszaken lijken vrij kort te duren. De verdediging kan getuigen aandragen en de Wikenweegschaar kan hen en de aangeklaagde ondervragen, maar er zijn geen advocaten bij betrokken.

## Hoofdbewindwijzer
Albus Perkamentus is de Hoofdbewindwijzer van de Wikenweegschaar, behalve gedurende de periode in Harry's vijfde schooljaar (Harry Potter en de Orde van de Feniks) waarin hij uit zijn functie werd gezet omdat hij had beweerd dat Heer Voldemort was teruggekeerd. Hij werd aan het einde van het schooljaar overigens weer gerehabiliteerd en bekleedde de functie tot zijn dood.

## Harry Potter en de Orde van de Feniks
In Harry Potter en de Orde van de Feniks moet Harry Potter voor de Wikenweegschaar verschijnen omdat hij de Wet op het Verbod van het Uitoefenen van Toverkunst door Minderjarigen had overtreden toen hij door middel van een toverspreuk (hij riep een Patronus op) zijn neef Dirk Duffeling redde van een Dementor. Hij wordt uiteindelijk vrijgesproken maar de meningen binnen de Wikenweegschaar zijn verdeeld. Tijdens deze rechtszaak was de hele Wikenweegschaar aanwezig, en later blijkt uit een brief die Percy Wemel aan Ron stuurt dat dat hoogst ongebruikelijk is. Normaal gesproken worden dergelijke kleine disciplinaire zittingen slechts door één enkele ondervrager uitgevoerd.